# Alba Flores
Alba González Villa (cunoscută după numele de scenă Alba Flores; n. 27 octombrie 1986, Madrid, Spania) este o actriță spaniolă de origine rromani și a ajuns cunoscută datorită rolului Nairobi din La Casa de Papel și Saray Vargas de Jesus în Vizavi. Alba provine dintr-o familie de artiști, tatăl său fiind muzicianul și compozitorul Antonio Flores, în timp ce mama sa este producător teatral. Bunica sa a fost cântăreața Lola Flores, mătușile sale sunt cântărețele Lolita Flores și Rosario Flores, în timp ce verișoara sa este actrița Elena Furiase. Alba a început să apară în diferite piese de teatru, înainte de a avea debutul cinematografic în 2005 cu filmul El Calientito. În televiziune a debutat într-un episod din serialul El Comisario în 2006, după care au urmat mai multe roluri în producții TV. În 2013 a primit primul rol important într-un serial, interpretând-o pe Jamilla, servitoarea marocană a protagonistei în El Tiempo Entre Costuras.